# Original Dixieland Jass Band
Original Dixieland Jass Band fue una formación pionera en el origen y evolución del jazz, con origen en Nueva Orleans, Estados Unidos, a la cual se le atribuyen las primeras grabaciones de jazz en el año 1917.
El quinteto lo integraban el clarinete Larry Shields, el cornetista Nick La Rocca, el trombonista Eddie Edwards, el pianista Henry Ragas y el baterista Tony Sbarbaro. Todos ellos habían actuado desde 1905 de forma conjunta en diversas bandas de Nueva Orleans, pero el grupo surge en Chicago, a iniciativa del propietario de un club local, que los llevó desde el sur y los hizo debutar bajo el nombre de "Stein's Dixie Jazz Band". Tras una disputa con por temas económicos se trasladaron a Nueva York, ya con el nombre de "Original Dixieland Jass Band". Hoy en día, se conocen por sus siglas, ODJB. En 1917 un anuncio de una actuación en el New York Times convirtió definitivamente el "Jass" en "Jazz".
En enero de 1917 grabaron "Tiger Rag", aunque Columbia Records las publicó después de las grabaciones que harían en febrero del mismo año para Víctor Records.
Tras actuar con bastante éxito en Chicago y Nueva York hicieron en febrero de 1917 sus primeras grabaciones para Víctor Records, que incluyeron los temas  "Livery Stable Blues" y "Dixieland Jass Step" (más tarde conocida como "Original Dixieland One step").
En 1919, realizaron una gira por el Reino Unido, con Emile Christian en el trombón y J. Russell Robinson en el piano. Considerando que esta gira era excesivamente comercial, Robinson dejó la banda y fue sustituido por el pianista británico Billy Jones, que se convirtió así en la primera gran figura del jazz británico. La banda desapareció en 1925, aunque hubo una reunificación en 1936 para realizar una actuación y grabar de nuevo su material original.